# Уоллен, Уильям Барнс
Уильям Барнс Уоллен (1857[…], Лейпциг, Германский союз — 1936[…], Лондон) — английский художник исторического жанра, известный в основном своими картинами о сражениях, сценах из национальной истории и спортивных событиях.

## Карьера
Родился в Лейпциге 6 октября 1857 года. Получил образование в школе Университетского колледжа в Лондоне в 1871-1873 годах, а также в школе Слейда. С 1879 по 1922 год выставлял свои картины в Королевской академии, Национальном акварельном обществе и в других местах. Его первая картина, выставленная в Королевской академии художеств, была озаглавлена «Футбол», но в 1881 году он создал свою первую военную картину под названием «Спасение рядового Эндрюса капитаном Гарнетом Вулзли, Её Величества 90-й лёгкий пехотный полк, во время штурма Моти-махала, Лакхнау». В 1888 году был избран членом Королевского института художников-акварелистов.
В 1900 году новая иллюстрированная еженедельная газета «The Sphere» поручила ему выступить в качестве одного из её специальных художников в Южной Африке для освещения бурской войны. Его опыт, полученный в этом путешествии, привёл к появлению нескольких картин, в том числе «Имперская лёгкая кавалерия на холме Ваггон, 6 января 1900 года», «Крест Виктории» и «1-й батальон Южного Ланкаширского полка, штурмующий бурские окопы на горе Питера». Художник также выставил несколько картин с изображением этой войны во время и вскоре после Первой мировой войны.
Жил в Лондоне на Камден-сквер и в Бедфорд-парке, и умер там же 28 марта 1936 года в возрасте 78 лет.

## Галерея
- Сражение при Лексингтоне, 19 апреля 1775 года
- Сражение за флаг в битве при Ла-Альбуера, 16 мая 1811 года
- Чёрная стража (42-й шотландский пехотный полк) при Катр-Бра, 1815
- Последние выжившие из 44-го пехотного полка Её Величества при Гандамаке, 1841
- Битва при Абу-Клеа, 1885
- «Битва Роз». Матч по регби между Йоркширом и Ланкаширом, 1893
- Битва при Омдурмане, 1898
- Атака Имперских добровольцев Лондона и Колдстримской гвардии в битве у Даймонд-Хилла, 1900
- Колдстримская гвардия в парадной форме
- Колдстримская гвардия во Франции, 1914
- Разгром прусской гвардии, Ипр, 1914
- Канадцы в битве при Ипре. 1916

## Сочинения
- Wollen, W.B., "Christmas at the Front: A reminiscence of Christmas at Modder River, " Cassell’s Magazine, Dec. 1900-May 1901, pp. 112–115.

## Для дальнейшего чтения
- Harrington, Peter. British Artists and War: The Face of Battle in Paintings and Prints, 1700-1914. — London: Greenhill, 1993.
- "War Pictures. How they are painted, " The Regiment, 15 February 1902, pp. 308–309.